# Sari-Gol (Sabalan)
Sari-Gol (perz. ساری گل) je jezero u Ardabilskoj pokrajini na sjeverozapadu Irana, oko 20 km zapadno od Sareina odnosno 35 km od Ardabila. Smješteno je na jugoistočnim obroncima Sabalana na nadmorskoj visini od 3432 m što ga čini jednim od najviših iranskih jezera. Osim Sari-Gola, ostala jezera na vulkanskoj planini uključuju Atgoli, ardabilski Kara-Gol, sarapski Kara-Gol, Kizil-Bare-Goli, Kizil-Gol, Kuri-Gol i kratersko Sabalansko jezero. Sari-Gol ima površinu do 0,78 ha, dubinu do 7,0 m i zapremninu do 27.300 m³. Izduženog je oblika i proteže se duljinom od 150 m u smjeru sjeverozapad−jugoistok odnosno širinom od 85 m. Jezero se vodom opskrbljuje prvenstveno pomoću južnih planinskih pritoka koji nastaju proljetnim otapanjem snijega s vrha Kerh-Bolag-Dagija (3878 m), a prilikom maksimalnog vodostaja otječe prema sjeveru pritokom Baleklu-Čaja koji pripada kaspijskom slijevu. Najbliže naselje koje gravitira jezeru je Alvars, selo udaljeno 10,5 km prema jugozapadu. Oko 1300 m istočno od jezera prolazi lokalna cesta koja povezuje sabalanska skijališta s navedenim naseljem, Sareinom, te državnom cestom 16.

## Poveznice
- Zemljopis Irana
- Popis iranskih jezera